# Municipio de Brown Springs
El municipio de Brown Springs (en inglés: Brown Springs Township) es un municipio ubicado en el condado de Hot Spring en el estado estadounidense de Arkansas. En el año 2010 tenía una población de 173 habitantes y una densidad poblacional de 1,93 personas por km².

## Geografía
El municipio de Brown Springs se encuentra ubicado en las coordenadas 34°10′41″N 92°56′58″O / 34.17806, -92.94944. Según la Oficina del Censo de los Estados Unidos, el municipio tiene una superficie total de 89.72 km², de la cual 89,29 km² corresponden a tierra firme y (0,48 %) 0,43 km² es agua.

## Demografía
Según el censo de 2010, había 173 personas residiendo en el municipio de Brown Springs. La densidad de población era de 1,93 hab./km². De los 173 habitantes, el municipio de Brown Springs estaba compuesto por el 94,22 % blancos, el 2,89 % eran afroamericanos, el 0,58 % eran amerindios, el 0,58 % eran asiáticos y el 1,73 % eran de una mezcla de razas. Del total de la población el 2,89 % eran hispanos o latinos de cualquier raza.